# Peripețiile Penelopei Pitstop
Peripețiile Penelopei Pitstop (engleză The Perils of Penelope Pitstop) este un serial de comedie produs de Hanna-Barbera Productions care a avut premiera pe CBS pe 13 septembrie 1969. Este un spin-off din Curse Trăsnite. Seria cuprinde doar un sezon alcătuit din șaptesprezece episoade, fiecare episod durează douăzeci și unu de minute. Serialul urmărește pe Penelopa, care în fiecare episod este urmărită de tutorele ei, Sylvester Sneekly, deghizat ca Gheara Tăinuită, un om rău, ce vrea să o omoare pe Penelopa. Datorită costului, identitatea lui rămâne necunoscută. Cu ajutorul Clanului Mafioților Mușuroi, Penelopa iese cu bine din orice situație.
Serialul a fost difuzat în România dublat în română pe postul de desene animate Boomerang.

## Personaje

### Penelopa
Penelopa este un caracter feminin specific. Interpretează clasicul rol de domnișoară la ananghie. Replica ei caracteristică este: „Ajutor, Ajutor !” (engleză Help, help !) Penelopa dă, în multe situații, dovadă de multă inteligență, dar și de neputință. În situații-limită, ea dă dovadă de foarte mult calm.

### Gheară Tăinuită
Gheară Tăinuită este personajul negativ principal, maestrul deghizării, el fiind, de fapt, tutorele Penelopei, care dorește să o omoare, pentru a pune mâna pe averea ei mare. Deși numele lui sugerează că ar avea gheare, el preferă să poarte un costum verde cu o pelerină mov. Când o salvează Clanul Mușuroi pe Penelopa, el spune "năpastă !".

### Clanul Mafioților Mușuroi
Penelopa a fost de multe ori salvată de membri acestui grup, format din șapte bărbați, inspirat din povestea Albă ca Zăpada. Fiecare membru poartă nume în funcție de unele caracteristici ale lor.
Membrii clanului sunt:
1. Claid – șeful clanului
2. Tont-tont
3. Moțăilă
4. Pungașul
5. Flecarul
6. Buf-Buf
7. Tânguilǎ

### Frații ciomăgari
Sunt slugile lui Ghiarǎ Tǎinuită ce fac lucrurile murdare și necinstite, și îl ajută în prinderea Penelopei.

## Episoade
| Nr. ctr. | Titlul                                    | Titlul în română                             | Premiera           |
| -------- | ----------------------------------------- | -------------------------------------------- | ------------------ |
| #1       | "Jungle Jeopardy"                         | Pericolele junglei                           | 13 septembrie 1969 |
| #2       | "The Terrible Trolley Trap"               | Teribila cursă cu troleul                    | 20 septembrie 1969 |
| #3       | "The Boardwalk Booby Trap"                | Capcana explozivă de pe pasarelă             | 27 septembrie 1969 |
| #4       | "Wild West Peril"                         | Primejdiile Vestului Sălbatic                | 4 octombrie 1969   |
| #5       | "Carnival Calamity"                       | Calamitatea de la carnaval                   | 11 octombrie 1969  |
| #6       | "The Treacherous Movie Lot Plot"          | Perfida urzeală cinematografică              | 18 octombrie 1969  |
| #7       | "Arabian Desert Danger"                   | Pericolele deșertului Arabian                | 25 octombrie 1969  |
| #8       | "The Diabolical Department Store Danger"  | Diabolicul pericol de la magazinul universal | 1 noiembrie 1969   |
| #9       | "Hair Raising Harness Race"               | Situație explozivă                           | 8 noiembrie 1969   |
| #10      | "North Pole Peril"                        | Pericolele Polului Nord                      | 15 noiembrie 1969  |
| #11      | "Tall Timber Treachery"                   | Înalta trădare dintre copaci                 | 22 noiembrie 1969  |
| #12      | "Cross Country Double Cross"              | Capcane de-a lungul țării                    | 29 noiembrie 1969  |
| #13      | "Big Baghdad Danger"                      | Marile pericole ale Bagdadului               | 6 decembrie 1969   |
| #14      | "Bad Fortune in a Chinese Fortune Cookie" | Fatala prăjiturică chinezească cu răvaș      | 13 decembrie 1969  |
| #15      | "Big Top Trap"                            | Marea capcană de la circ                     | 20 decembrie 1969  |
| #16      | "Game of Peril"                           | Joc primejdios                               | 10 ianuarie 1970   |
| #17      | "London Town Treachery"                   | De-a v-ați ascunselea pe străzile Londrei    | 17 ianuarie 1970   |